# 영월군·평창군
영월군·평창군은 대한민국의 옛 국회의원 선거구이다. 당시 강원도 영월군과 평창군 지역을 관할했다.

## 역사
제13대 국회의원 선거를 앞두고 영월군·평창군·정선군 선거구에서 분리되면서 신설되었다.
제17대 국회의원 선거를 앞두고 태백시·정선군 선거구와 통합되면서 태백시·영월군·평창군·정선군 선거구를 구성하게 되면서 폐지되었다.

## 역대 국회의원
| 선거   | 정당 | 정당       | 의원   |
| ------ | ---- | ---------- | ------ |
| 1988년 |      | 민주정의당 | 심명보 |
| 1992년 |      | 민주자유당 | 심명보 |
| 1994년 |      | 민주자유당 | 김기수 |
| 1996년 |      | 신한국당   | 김기수 |
| 2000년 |      | 한나라당   | 김용학 |

## 역대 선거 결과

### 대한민국 제13대 국회의원 선거
|  | 54.70% |

|  | 23.41% |

|  | 11.73% |

|  | 7.09% |

|  | 1.90% |

|  | 1.15% |

### 대한민국 제14대 국회의원 선거
|  | 46.63% |

|  | 26.10% |

|  | 22.46% |

|  | 2.88% |

|  | 1.91% |

### 1994년 대한민국 재보궐선거
심명보 의원의 사망으로 인해 치러진 1994년 대한민국 재보궐선거에서 민주자유당 김기수 후보가 당선되었다.

### 대한민국 제15대 국회의원 선거
|  | 34.38% |

|  | 26.42% |

|  | 11.93% |

|  | 9.97% |

|  | 6.55% |

|  | 3.06% |

|  | 2.54% |

|  | 2.54% |

|  | 1.34% |

|  | 0.67% |

|  | 0.55% |

### 대한민국 제16대 국회의원 선거
|  | 36.55% |

|  | 34.67% |

|  | 20.38% |

|  | 6.16% |

|  | 2.20% |